# AHS Kryl
Das AHS Kryl (Armatohaubica Samobieżna, auf Deutsch sinngemäß „Selbstfahrlafette“) ist eine polnische Selbstfahrlafette mit einem Artilleriegeschütz im Kaliber 155 mm, das von Huta Stalowa Wola (HSW) entwickelt wurde. Bisher wurde nur ein Prototyp gebaut.

## Entwicklungsgeschichte
Das Kryl-Projekt wurde vom Narodowe Centrum Badań i Rozwoju (auf Deutsch: Nationales Zentrum für Forschung und Entwicklung) als Militärprojekt finanziert. Das Geschütz wurde mit Unterstützung des israelischen Rüstungskonzerns Elbit Systems entwickelt und basiert auf der israelischen Selbstfahrlafette ATMOS 2000. Ein Einführung in die polnische Armee ist geplant, wo das Kryl-System die veralteten Selbstfahrlafetten der Typen DANA und 2S1 ersetzen soll.

## Fahrzeug
Die AHS Kryl ist auf einem 6×6-Militärlaster Jelcz 663.32 der polnischen Firma Jelcz auf dem hinteren Fahrzeugdrittel montiert. Der Jelcz 663.32 ist 10,3 m lang, 2,55 m breit und 3,44 m hoch und bietet im Fahrerhaus Platz für fünf Soldaten. AHS Kryl ist mit dem Militärtransportflugzeug C-130 luftverladbar und hat ein Gefechtsgewicht von 21 Tonnen. Die Kabine mit einer zweiteiligen kugelsicheren Windschutzscheibe ist gepanzert. Die Panzerung sollte STANAG 4569 genügen.
Der Langhauber hat einen Reihen-Sechszylinder-Dieselmotor des Typs 6R 106 TD21 mit Turboaufladung, der von MTU Friedrichshafen zugekauft wird. Er erzeugt eine maximale Leistung von 240 kW bei 2200/min und ein maximales Drehmoment von 1300 Nm bei 1200/min bis 1600/min. Der Motor erfüllt die Abgasnorm Euro 3 und ist mit einem mechanischen Getriebe mit neun Gängen verbunden. Ein Flüssigkeitskühlsystem mit Ausgleichsbehälter regelt die Betriebstemperatur des Motors.
Der Jelcz 663.32 erreicht eine Geschwindigkeit von 85 km/h auf befestigten Straßen und kann ohne Vorbereitung Gräben von 0,6 m und Steigungen bis zu 20° überwinden. Die Reichweite von AHS Kryl wird mit 500 km angegeben.

## Das Geschütz
Das 155-mm-Artilleriegeschütz im Kaliber mit 52 Kaliberlängen kann bis zu 18 Projektile mitführen und hat eine Feuerrate von maximal sechs Schuss pro Minute. Der Höhenrichtbereich erstreckt sich von −3° bis +70°, der Seitenrichtbereich beträgt insgesamt 50°. Die Mindestschussdistanz beträgt fünf Kilometer, die maximale Schussweite mit HEER oder Extended-Range-Full-Bore-Geschossen (mit Base-Bleed) beträgt 40 km. Die AHS Kryl ist in weniger als einer Minute einsatzbereit.
Das Feuerleitsystem besteht aus einem ballistischen Computer, einem Waffensystemcomputer und einem MVRS-700SCD-Mündungsgeschwindigkeitsmesser. Die Navigation für die Waffe erfolgt über das Trägheitsnavigationssystem TALIN 5000.